# サンキュー (企業)
株式会社サンキュー（英: ThankYou）は、名古屋市中区に本社を置くパチンコホールのチェーン事業を行う企業。一般にはグループの総称である「将軍グループ（SHOGUN GROUP）」の名で知られる。

## 概要
1976年5月、1号店となる将軍黒川店を名古屋市北区にオープン。以降、本社のある愛知県のほか関東や東北など広範囲で「将軍（SHOGUN）」「ジャスティス（JUSTICE）」の名称で店舗を展開していたが、愛知県の店舗は2021年で全て閉店した。
カラオケ場やインターネットカフェの運営、不動産業、人材派遣などをグループで行っている。

## 事業所
- 本社：愛知県名古屋市中区栄一丁目12番10号北緯35度9分57.6秒 東経136度53分50.7秒 / 北緯35.166000度 東経136.897417度
- 東京本部：東京都台東区東上野二丁目13番11号 増田ビル1階北緯35度42分34.1秒 東経139度46分41.6秒 / 北緯35.709472度 東経139.778222度
- 名古屋本部：愛知県名古屋市北区辻本通一丁目53番北緯35度12分2.1秒 東経136度55分8.5秒 / 北緯35.200583度 東経136.919028度

## 店舗

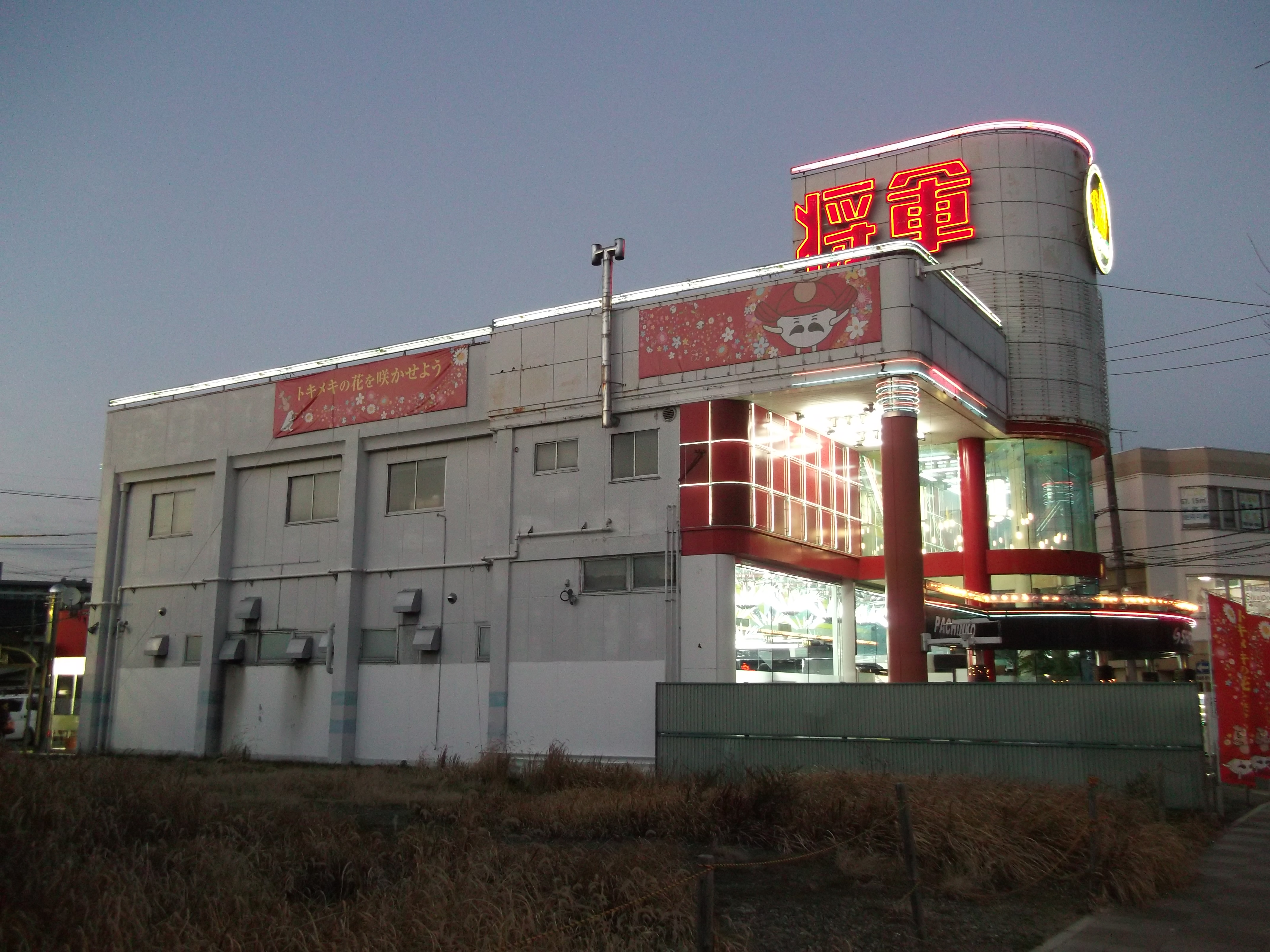
「将軍」黒川本店（2019年3月25日 閉店）

岩手県
- 盛岡店

秋田県
- 横手店

山形県
- 米沢店

栃木県
- JUSTICE18

埼玉県
- 南越谷店
- 与野店

千葉県
- 将軍幕張店

東京都
- 柳沢店
- 田端店
- 西小山店
- 下赤塚店
- 葛西店
- ジャスティス店

## 沿革
- 1976年5月 - 将軍黒川店オープン
- 1978年12月 - 株式会社サンキュー設立、ジャスティス港店オープン
- 1983年6月 - ジャスティス江南店オープン
- 1985年2月 - 将軍幕張店オープン
- 1986年1月 - 将軍八王子店オープン
- 1991年10月 - 将軍米子店オープン
- 1992年12月 - 将軍米沢店オープン
- 1996年12月 - 将軍南越谷店オープン、カラオケYOUオープン
- 1997年12月 - 将軍葛西店オープン
- 1998年10月 - 将軍西小山店オープン
- 2000年12月 - ジャスティス（スロット館）オープン
- 2001年4月 - 将軍与野店オープン
- 2003年5月 - 将軍下赤塚店オープン
- 2004年4月 - 将軍盛岡店オープン
- 2006年7月 - 将軍田端店オープン
- 2008年7月 - 将軍柳沢店オープン
- 2008年12月 - 将軍横手店オープン
- 2009年8月 - JUSTICE18オープン

## 主な関連会社
- 株式会社関東サンキュー
- 株式会社中部サンキュー